# Abdelghani Benatallah
Abdelghani Benatallah (arab. عبد الغني بن عطاء الله; ur. 1995) – algierski zapaśnik walczący w stylu wolnym. Złoty medalista mistrzostw Afryki w 2020 i brązowy w 2016. Czternasty w indywidualnym Pucharze Świata w 2020. Wicemistrz arabski w 2023 roku.